# Clytorhynchus
Genre
Clytorhynchus est un genre de passereaux de la famille des Monarchidae. Il regroupe cinq espèces de monarques.

## Répartition
Ce genre se trouve à l'état naturel en Mélanésie,,,, et en Polynésie occidentale.

## Liste alphabétique des espèces
Selon la classification de référence du Congrès ornithologique international (version 8.2, 2018) :
- Clytorhynchus hamlini (Mayr, 1931) — Monarque de Rennell
- Clytorhynchus nigrogularis (Layard, EL, 1875) — Monarque à gorge noire
- Clytorhynchus pachycephaloides Elliot, DG, 1870 — Monarque brun, Monarque des Hébrides
  - Clytorhynchus pachycephaloides grisescens Sharpe, 1899
  - Clytorhynchus pachycephaloides pachycephaloides Elliot, DG, 1870
- Clytorhynchus sanctaecrucis Mayr, 1933 — Monarque des Santa Cruz
- Clytorhynchus vitiensis (Hartlaub, 1866) — Gobemouche des Fidji, Monarque des Fidji
  - Clytorhynchus vitiensis brunneus (Ramsay, EP, 1875)
  - Clytorhynchus vitiensis buensis (Layard, EL, 1876)
  - Clytorhynchus vitiensis fortunae (Layard, EL, 1876)
  - Clytorhynchus vitiensis heinei (Finsch & Hartlaub, 1870)
  - Clytorhynchus vitiensis keppeli Mayr, 1933
  - Clytorhynchus vitiensis layardi Mayr, 1933
  - Clytorhynchus vitiensis nesiotes (Wetmore, 1919)
  - Clytorhynchus vitiensis pontifex Mayr, 1933
  - Clytorhynchus vitiensis powelli (Salvin, 1879)
  - Clytorhynchus vitiensis vatuanus Mayr, 1933
  - Clytorhynchus vitiensis vitiensis (Hartlaub, 1866)
  - Clytorhynchus vitiensis wiglesworthi Mayr, 1933